# Lukas Pusch
Lukas Pusch (* 1970 in Wien) ist ein österreichischer Künstler, der mit den Mitteln der Malerei, Performance, Installation und Konzeptkunst arbeitet. Er studierte Malerei auf der Universität für angewandte Kunst in Wien, dem Surikow Institut in Moskau und der HfBK Dresden.

## Leben und Werk
Im Jahr 2006 realisierte Lukas Pusch die Vienna Voodoo Performance in Mathare, einem der größten Slums in Ostafrika. Dabei marschierte er mit einem weißen Smoking durch den Slum in Nairobi. Aus der Dokumentation der Performance entwickelte sich das Folgeprojekt Slum-TV, das er 2007 mit seinen Künstlerfreunden Sam Hopkins und Alexander Nikolic verwirklichte.
2008 gründete Lukas Pusch gemeinsam mit seinem russischen Künstlerkollegen Konstantin Skotnikov die White Cube Gallery Nowosibirsk, das erste und damals einzige Zentrum für Gegenwartskunst in Sibirien, in Form einer Blechgarage. Die Galerie war Ausstellungsfläche und Readymade-Skulptur in einem. Ein Jahr später montierten sie die Galerie auf die Plattform eines LKW ZIL-130 und organisierten Wanderausstellungen im russisch-mongolischen Grenzgebiet. Auf dem Rückweg wurden die Künstler mit ihrer fahrbaren Galerie als beste Arbeit der Kunstbiennale in Krasnojarsk ausgezeichnet. 2010 wurde die Galerie von sibirischen Polizisten geraubt und galt für einige Zeit als verschollen. Im Jahr 2010 wurde mit dem Siberian Center of Contemporary Art das erste staatliche Zentrum für Gegenwartskunst eröffnet und die White Cube Gallery Nowosibirsk vor dem Eingang des neuen Museums aufgestellt.
2012 wurde Lukas Pusch von Daniel Hug eingeladen seine White Cube Gallery vor dem Haupteingang der ART Cologne zu präsentieren.
Die 2010 von Lukas Pusch mit traditionellen Holzschnitten gestaltete Weihnachtsausgabe der österreichischen Tageszeitung Die Presse führte mit Motiven wie „Burkamadonna mit Jesuskind“ oder „Allah ist groß und Wiener Stephansdom“ zu heftigen Diskussionen und zahlreichen Abo-Kündigungen der erbosten Leserschaft.
Trotzdem wurde die Weihnachtsausgabe 2011 mit einem European Newspaper Award ausgezeichnet.
Gemeinsam mit dem österreichischen Künstler TOMAK veröffentlicht Pusch das Kunstmagazin Der Antist – Zeitschrift der Wiener Avantgarde.
Lukas Pusch ist ein Sohn des Politikers Hans Pusch, er lebt und arbeitet in Wien.

## Ausstellungen

### Einzelausstellungen
- 2005: „Berliner Mappe“, Buchhandlung Walther König, Köln
- 2005: „Neue Arbeiten“, endart, Berlin
- 2006: „5 Jahre kein Sex“, SWINGR, raumaufzeit, Wien
- 2007: „Vienna Voodoo“, Galerie Phillip Konzett, Wien
- 2008: „Kaiserwalzer“, Kunst und Antiquitätenmesse, Hofburg, Wien
- 2008: „Hommage an Bianca Lehrer“, Galerie Phillip Konzett, Wien
- 2009: „Kaiserwalzer“, Buchhandlung Walther König, MQ, Wien
- 2011: „Die PRESSE Mappe“, Albertina (Wien)
- 2011: „Neues Tahiti“, Galerie Ernst Hilger, Wien
- 2012: „White Cube Gallery Nowosibirsk at Art Cologne“, ART Cologne, Dresden
- 2012: „Neues Tahiti“, Galerie Baer, Dresden
- 2013: „Kunstdiskurs mit einer sibirischen Kuh“, Neue Pfaffenhofener Kunstverein, Pfaffenhofen
- 2013: „Shanghai Boogie Woogie“, Studio 302, Shanghai
- 2014: „Mozart in China“, Buchhandlung Walther König, MQ, Wien
- 2014: „Hurra!“, Zucker Art Books, 9. New York Art Book Fair, MoMA PS1
- 2014: „Arbeiten eines Jungvaters“, Lust Gallery, Wien
- 2015: „Deutsche Moscheen“, CAT Cologne, Köln
- 2015: „Soumission – Die Islamisierung Ostdeutschlands“, Galerie Weltecho, Chemnitz
- 2015: „der Antist“, gemeinsam mit TOMAK, Boxunion Favoriten, Wien

### Gruppenausstellungen
- 2006: „Economy Class“, Alliance francaise de Nairobi, Kenia
- 2007: 5. Internationale Grafikbiennale Nowosibirsk
- 2008: „Kunscht isch gäng es Risiko“, Kunsthalle Luzern
- 2009: 7. Krasnojarsk Museums Biennale
- 2009: „Fake Reality“, Donaufestival, Krems
- 2010: „Lebt und arbeitet in Wien III“, Kunsthalle Wien
- 2011: „Schöne Aussichten“, Haus am Ufer, Spezialprojekt der 4. Moskau Biennale Kuratiert von Simon Mraz und Peter Weibel

## Publikationen
- „Kunst und Politik“, Eigenverlag, Wien 1996
- „CRASH“, Verlag der Buchhandlung Walther König, Köln 2008
- „Afrika“, Verlag der Buchhandlung Walther König, Köln 2008
- „Kaiserwalzer“, Verlag der Buchhandlung Walther König, Köln 2009
- „Lukas Pusch 2“, Galerie Ernst Hilger, Wien 2010
- „ZIL-130“, Sensationsverlag, Waldhausen 2013
- „The Shark Massacre“, Harpune Verlag, Wien 2014
- „Hurra! 1914-1918“, edition matthew zucker, New York 2014
- „Deutsche Moscheen“, CAT Cologne, Köln 2015
- „Der Antist – Zeitschrift der Wiener Avantgarde“, Eigenverlag, Wien 2015